# Набат (Волгоградская область)
Набат — посёлок в Еланском районе Волгоградской области России. Входит в состав Еланского городского поселения.

## История
В 1928 году посёлок Набат был включён в состав Еланского района Камышинского округа (упразднён в 1930 году) Нижне-Волжского края (с 1934 года — Сталинградского края, с 1936 года — Сталинградской области). Посёлок входил в состав Елано-Малороссийского (Елано-Украинского) сельсовета, который в 1953 году был объединён с Елано-Русским сельсоветом в Еланский сельсовет.

## География
Посёлок находится в северной части Волгоградской области, в пределах Хопёрско-Бузулукской равнины, к востоку от реки Терса, на расстоянии примерно одного километра (по прямой) к северу от посёлка городского типа Елань, административного центра района.
Часовой пояс
Посёлок Набат, как и вся Волгоградская область, находится в часовой зоне МСК (московское время). Смещение применяемого времени относительно UTC составляет +3:00.

## Население
| 2010 |
| ---- |
| 385  |

Гендерный состав
По данным Всероссийской переписи населения 2010 года в гендерной структуре населения мужчины составляли 50,1 %, женщины — соответственно 49,9 %.
Национальный состав
Согласно результатам переписи 2002 года, в национальной структуре населения русские составляли 95 %.

## Инфраструктура
В Набате функционируют детский сад, фельдшерско-акушерский пункт и отделение Почты России.

## Улицы
Уличная сеть посёлка состоит из четырёх улиц и одного переулка.